# Jerzy Płodziszewski
Jerzy Płodziszewski (ur. 3 stycznia 1933, zm. 9 czerwca 2011 w Warszawie) – polski kolarz torowy, mistrz Polski, następnie trener.

## Życiorys
Był zawodnikiem Gwardii Warszawa i Legii Warszawa. Specjalizował się w wyścigu na 4000 m na dochodzenie. Indywidualnie zdobył w tej konkurencji mistrzostwo Polski w 1953 i brązowy medal w 1955, w wyścigu drużynowym był dwukrotnie mistrzem Polski (1953 i 1955). Dwukrotnie poprawiał rekord Polski w wyścigu na 4000 m na dochodzenie - 5.28.5 (15.08.1953) i 5.21.3 (20.06.1954) i również dwukrotnie w wyścigu drużynowym na 4000 m na dochodzenie (5.00.0 - 21.06.1954 i 4.57.4 - 27.09.1956). Po zakończeniu kariery sportowej był trenerem, m.in. torowej kadry juniorów (lata 70.), a także jednym z pomysłodawców budowy toru kolarskiego w Żyrardowie.